# Pożar platformy wiertniczej Gunaszli 10
Pożar platformy wiertniczej Gunaszli 10 – pożar, który wybuchł 4 grudnia 2015 roku na platformie wiertniczej Gunaszli 10, położonej na Morzu Kaspijskim, u wybrzeży Azerbejdżanu. W wyniku pożaru, śmierć poniosło 30 osób, a 33 zostały ranne. 
Feralna platforma wiertnicza została wybudowana w 1984 roku i wydobywała ropę naftową, a jej właścicielem było azerskie przedsiębiorstwo energetyczne SOCAR. Załogę platformy stanowiło 63 pracowników - wszyscy byli obywatelami Azerbejdżanu. 4 grudnia 2015 roku na Morzu Kaspijskim panował sztorm, który uszkodził znajdujący się na platformie gazociąg, w wyniku czego doszło do zapłonu. By zapobiec ewentualnej eksplozji, załoga wyłączyła z użytku wszystkie 28 odwiertów ropy naftowej, z którymi połączona była Gunaszli 10. Wysokie na 10 metrów fale spowodowały, że nie opuszczono tratw ratunkowych. 25 minut po wybuchu pożaru w okolicy pojawiły się statki, które odebrały sygnał SOS, jednak przez fale żaden nie był w stanie przycumować do platformy i ewakuować jej załogi.
O godzinie 22:45 zdesperowani pracownicy podjęli próbę ewakuacji. Opuszczono szalupę ratunkową, na której znalazły się 34 osoby. Tuż po opuszczeniu, fale zniosły szalupę i rozbiły ją o konstrukcję platformy wiertniczej. Wszystkie znajdujące się w niej osoby wpadły do wody. Znajdujące się w pobliżu statki wyłowiły z wody 4 osoby. Pozostałych 30 pracowników, przebywających w szalupie zginęło. Następnego dnia, po godzinie 8:00 ratownikom udało się ewakuować z platformy pozostałych 29 pracowników.
W trakcie akcji poszukiwawczej odnaleziono zwłoki tylko 10 ofiar pożaru - ostatnie w kwietniu 2016 roku, u wybrzeży Turkmenistanu. Zwłok 20 ofiar nie udało się odnaleźć, jednak wszyscy zostali uznani za zmarłych.